# Schwedische Fußballnationalmannschaft
Die schwedische Fußballnationalmannschaft (schwedisch Svenska fotbollslandslaget) vertritt Schweden bei Fußballländerspielen. Der Spielbetrieb der Männernationalmannschaft wird ebenso wie bei der Frauennationalmannschaft und den diversen Jugendauswahlen vom Svenska Fotbollförbundet, dem schwedischen Fußballverband, organisiert. Größter Erfolg der Landesauswahl ist neben einer Goldmedaille bei den Olympischen Spielen 1948 in London ein Vizeweltmeistertitel. Insgesamt nahm die Mannschaft bisher an elf Welt- und fünf Europameisterschaften teil, wobei sie jeweils einmal als „Gastgeber“ fungierte. Schweden ist das erste Land, das 1.000 Länderspiele bestritten hat. Außer 1944 konnten auf Grund der schwedischen Neutralität auch Spiele in den Weltkriegsjahren 1914–1918 und 1939–1945 stattfinden, in denen in vielen anderen Ländern keine oder nur sehr wenige Länderspiele stattfanden.

## Geschichte

### Anfangsjahre

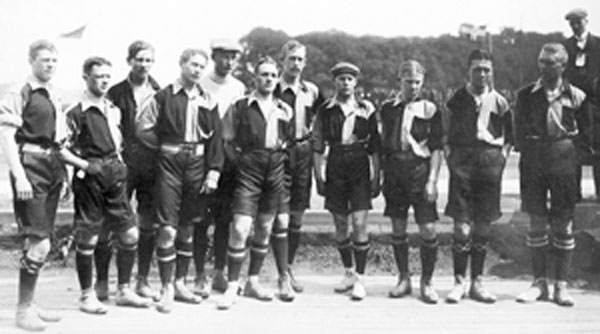
Die schwedische Nationalmannschaft beim ersten Länderspiel am 12. Juli 1908

Der schwedische Fußballdachverband Svenska Fotbollförbundet wurde 1904 gegründet. Am 12. Juli 1908 trat die schwedische Nationalelf auf dem Sportplatz Balders Hage vor 3.000 Zuschauern gegen Norwegen zu ihrem ersten Länderspiel an, das mit 11:3 gewonnen wurde. Es ist das bis dato torreichste Spiel der schwedischen Länderspielgeschichte. Erik Bergström und Erik Börjesson trugen sich dabei jeweils vier Mal in die Torschützenliste ein.
Aufstellung Schweden: O. Eriksson – Malm, Andersson – Olsson, Lindman, T. Eriksson – G. Bergström, E. Bergström, Börjesson, Gustafsson, Ansén
Schwedische Torschützen: 1:1 (14.) Gustafsson, 2:1 (24.) Börjesson, 3:1 (27.) E. Bergström, 4:1 (29.) E. Bergström, 5:1 (44.) E. Bergström, 6:2 (60.) Börjesson, 7:2 (63.) Lindman, 8:3 (75.) Börjesson, 9:3 (79.) Gustafsson, 10:3 (86.) Börjesson, 11:3 (89.) E. Bergström
Im Herbst des Jahres spielte die Auswahl bei den Olympischen Spielen erstmals bei einem Turnier mit. Dabei wartete im Auftaktspiel gleich mit der englischen Amateurnationalmannschaft der Turnierfavorit, der sich mit einem 12:1-Erfolg klar durchsetzte. Dies ist bis heute die höchste Niederlage in der Geschichte der schwedischen Nationalelf. Nach der 1:17-Niederlage Frankreichs gegen Dänemark im Halbfinale zog sich diese zurück, so dass die schwedische Auswahl im Spiel um den dritten Platz antreten durfte. Nach einer 0:2-Niederlage gegen die niederländische Auswahl musste man sich mit dem vierten Platz zufriedengeben. Bei den Olympischen Spielen 1912 kam es im Achtelfinale zur Neuauflage dieses Spiels um den dritten Platz. Erneut sicherte sich die Niederlande den Sieg und zog durch ein 4:3 nach Verlängerung ins Viertelfinale ein, während sich Schweden in der Trostrunde wiederfand. Dort war in der ersten Runde Italien zu stark und setzte sich mit 1:0 durch.

### Erste Erfolge und Misserfolge in den 1920er & 1930er Jahren
Nach dem Ersten Weltkrieg nahm die schwedische Auswahl an den Olympischen Spielen 1920 teil. Dabei war die Mannschaft an den beiden torreichsten Spielen beteiligt. In der ersten Runde wurde Griechenland deutlich mit 9:0 deklassiert, ehe der Angstgegner Niederlande sich im Viertelfinale mit 5:4 nach Verlängerung durchsetzte. Herbert Karlsson wurde mit sieben Treffern Torschützenkönig des Turniers.
Bei den Olympischen Spielen 1924 stellten die Schweden die Überraschungsmannschaft des Turniers. Im Auftaktspiel am 25. Juli wurde einer der Favoriten und Olympiasieger von 1920, die belgische Auswahl, mit 8:1 überrannt. Dies gilt noch heute als eine der größten Überraschungen im internationalen Fußball. Durch einen 5:0-Erfolg über Ägypten gelang anschließend der Einzug ins Halbfinale. Dort erwies sich die Schweiz als zu stark. Mit einem 3:1-Erfolg im Wiederholungsspiel gegen die Niederlande wurde allerdings im Spiel um Platz drei erstmals eine olympische Medaille gewonnen.

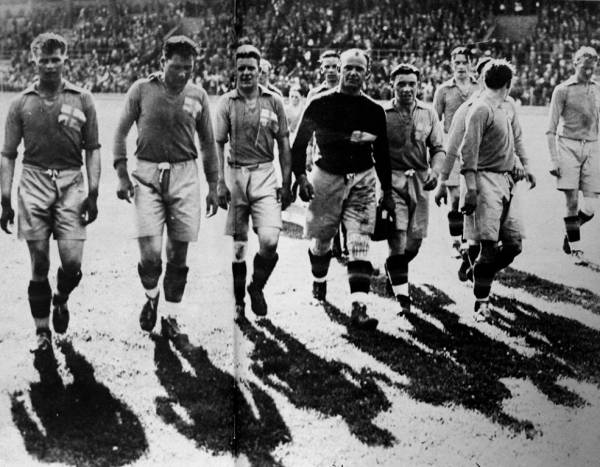
Nationalmannschaft nach einem Länderspiel gegen Norwegen 1930

1928 nahm die Mannschaft nicht an den Olympischen Spielen und 1930 nicht an der Weltmeisterschaft teil. Nachdem 1932 kein olympischer Wettbewerb stattgefunden hatte, spielte die schwedische Auswahl erst bei der Weltmeisterschaft 1934 wieder bei einem bedeutenden internationalen Turnier mit. Schweden hatte sich durch klare Siege gegen Estland und Litauen für die Endrunde in Italien qualifiziert. Durch einen hart erkämpften 3:2-Erfolg über Argentinien zog die Mannschaft ins Viertelfinale ein, wo sich die Auswahl Deutschlands mit 1:2 durchsetzen konnte.
Bei den Olympischen Spielen 1936 in Berlin verlor die Landesauswahl gegen den Außenseiter Japan mit 2:3 und durfte nach dem ersten Spiel die Heimreise antreten. Bei der Qualifikation zur Weltmeisterschaft 1938 wurde die schwedische Auswahl in eine Gruppe mit der Auswahl des deutschen Reiches, Finnland und Estland gelost und konnte sich als Gruppenzweiter für die Endrunde qualifizieren. Dort hatte man Losglück und erhielt für das Achtelfinale ein Freilos, da der Gegner aus Österreich auf Grund der „Heimholung ins Reich“ nicht teilnahm. Im Viertelfinale wurde die kubanische Nationalmannschaft mit 8:0 deklassiert, ehe Ungarn durch einen 5:1-Erfolg den Traum vom Endspiel zunichtemachte. Im Spiel um den dritten Platz gegen Brasilien konnte Schweden durch Tore von Sven Jonasson und Arne Nyberg zwar mit 2:0 in Führung gehen, aber die Südamerikaner drehten u. a. durch zwei Tore des Torschützenkönigs Leônidas das Spiel und holten durch einen 4:2-Erfolg die Bronzemedaille.

### Erfolgsjahre 1948–1958
Ihre größten Erfolge feierte die schwedische Nationalmannschaft dann Ende der 1940er und 1950er Jahre. Bei den Olympischen Spielen 1948 in London holte sich die Landesauswahl durch einen 3:1-Sieg im Endspiel über Jugoslawien die Goldmedaille. Zwei Jahre später wurde bei der Weltmeisterschaft 1950 der dritte Platz erreicht. Dadurch wurde man in Südeuropa auf die skandinavischen Kicker aufmerksam und einige Nationalspieler wechselten als Profis nach Italien, Spanien oder Frankreich. Da der schwedische Verband Profifußball ablehnte, wurden diese Spieler in den folgenden Jahren nicht für die Nationalmannschaft nominiert, so dass ein deutlicher Leistungsabfall eintrat. Zwar konnte bei den Olympischen Spielen 1952 noch die Bronzemedaille gewonnen werden, aber danach verließen erneut etliche Auswahlspieler Schweden in Richtung Süden. Auch deshalb verpasste die Landesauswahl die Qualifikation für die Weltmeisterschaft 1954 und die Olympischen Spiele 1956.

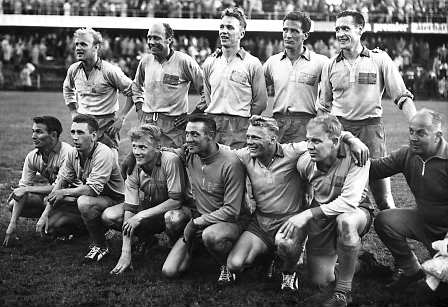
Die schwedische Nationalmannschaft bei der WM 1958

Für die Weltmeisterschaft 1958 im eigenen Land überdachte das Auswahlkomitee der Nationalmannschaft die Nominierungsrichtlinien und holte fünf im Ausland spielende Schweden in den Kader für das Turnier. Die Mannschaft erreichte zu Hause erstmals ein WM-Finale. Das hart geführte Halbfinale zwischen der schwedischen Elf und der deutschen Nationalmannschaft (auch Schlacht von Göteborg genannt) führte bei Teilen der deutschen Öffentlichkeit und beim DFB zu einer starken Abneigung gegen den schwedischen Fußball, die sich in Deutschland sogar in fremdenfeindlichen Übergriffen gegen Schweden äußerte. Im Finale traf die schwedische Auswahl auf die brasilianische Auswahl. Die Brasilianer gewannen im torreichsten Finale der WM-Geschichte mit 5:2 durch jeweils zwei Tore von Vavá und Pelé erstmals den WM-Pokal.

### Rückschläge & Lichtblick 1974
Die schwedische Nationalmannschaft konnte lange Zeit nicht an die Erfolge aus diesem Jahrzehnt anknüpfen. Regelmäßig wurde die Qualifikation zu den Olympischen Spielen und den Europameisterschaften verpasst. Erst bei der Weltmeisterschaft 1970 trat man wieder auf internationalem Parkett auf, schied allerdings knapp wegen des schlechteren Torverhältnisses gegenüber Uruguay bereits in der Vorrunde aus.
Bei der Weltmeisterschaft 1974 gab es wieder einen kleinen Lichtblick in der schwedischen WM-Historie. Bei der Auslosung wurde die Mannschaft nur im Topf 4 der „Außenseiter“ berücksichtigt. In der Gruppe III  traf die Elf auf Bulgarien, die Niederlande und erneut Uruguay. Als überraschender Gruppenzweiter hinter dem Turnierfavoriten Niederlande gelang ungeschlagen und ohne Gegentor der Einzug in die zweite Finalrunde. Dort erwiesen sich zwar Polen und Deutschland als zu stark, durch einen abschließenden 2:1-Erfolg gegen Jugoslawien erreichte die Mannschaft jedoch den fünften Platz.
Die Weltmeisterschaft 1978 verlief wieder enttäuschend. Als Gruppenletzter hinter Österreich, Brasilien und Spanien verabschiedete sich Schweden für zwölf Jahre von großen internationalen Turnieren.

### 1990–2010, erste EM 1992
Erst durch die Qualifikation für die Weltmeisterschaft 1990 konnte die schwedische Nationalmannschaft wieder beim größten Fußballturnier teilnehmen, zuvor hatte sie das Vier-Länder-Turnier (1988) in Deutschland gewonnen. Dennoch scheiterte die Mannschaft nach drei 1:2-Niederlagen gegen Brasilien, Costa Rica und Schottland in der Vorrunde.
Durch die Ausrichtung der EM 1992 nahm Schweden erstmals an einer Europameisterschaft teil. Dort meldete sich die Mannschaft in der Spitze des europäischen Fußballs zurück und kam bis ins Halbfinale, wo man knapp an der deutschen Nationalmannschaft scheiterte. 1994 schaffte man bei der WM in den USA mit dem 3. Platz einen weiteren Erfolg.
Danach folgte wieder eine kleine Durststrecke bis zur Qualifikation für die EURO 2000. Allerdings scheiterte die Auswahl sieglos in der Vorrunde. Bei der Weltmeisterschaft 2002 wurde Schweden in die sog. Todesgruppe mit England, Argentinien und Nigeria gelost und galt als krasser Außenseiter. Jedoch wurde die Mannschaft ungeschlagen Gruppensieger. Im Achtelfinale traf sie auf das Überraschungsteam von Senegal. Die schwedische Elf schied unglücklich durch einen Treffer von Henri Camara in der 104. Spielminute mit 1:2 per Golden Goal aus.

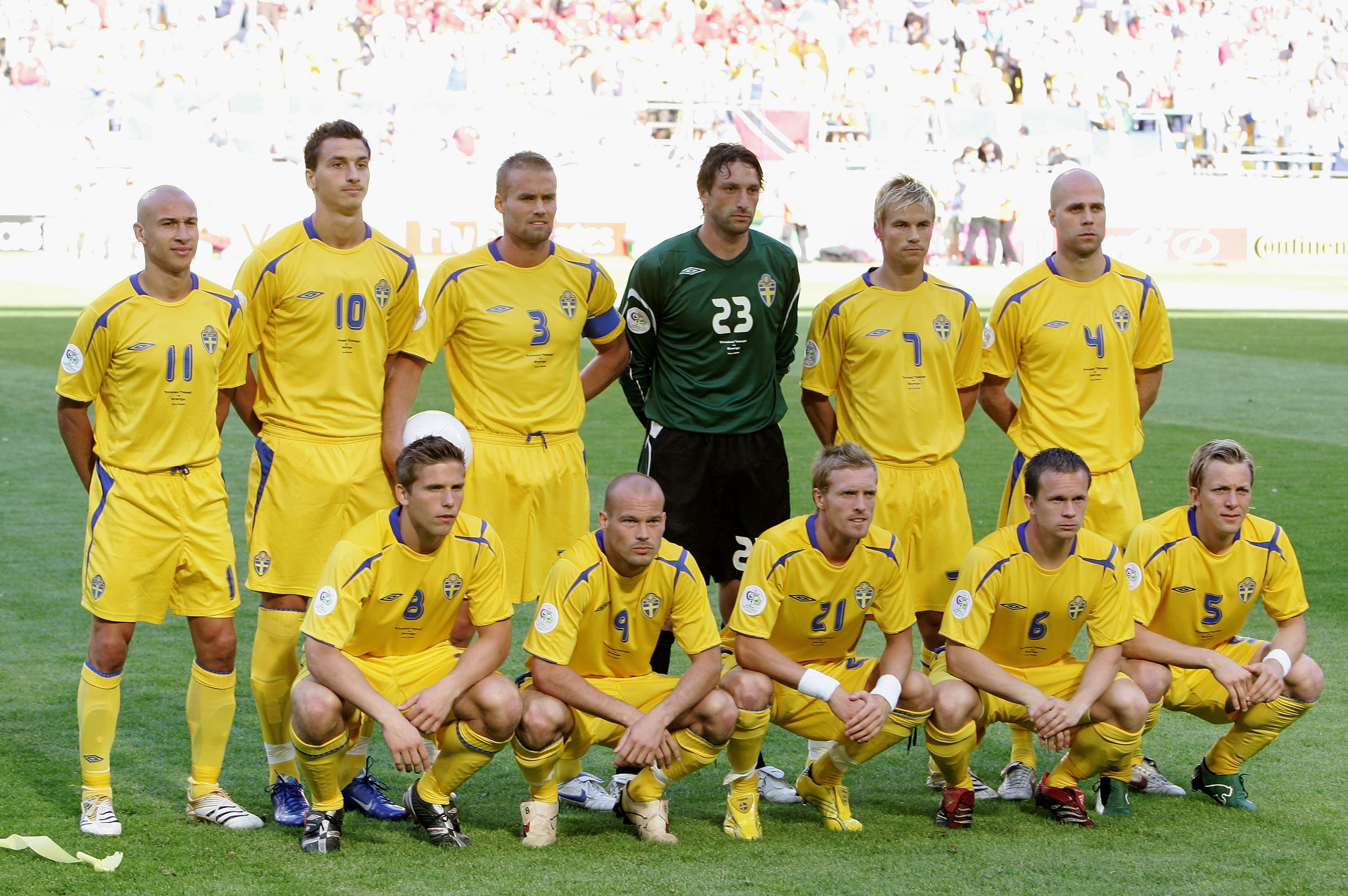
Die schwedische Nationalmannschaft bei der WM 2006 vor dem Aufeinandertreffen mit Trinidad und Tobago

Zur Weltmeisterschaft 2006 in Deutschland qualifizierte sich die schwedische Nationalmannschaft als einer der beiden besten Gruppenzweiten, nachdem nur die beiden Spiele gegen den Gruppensieger Kroatien verloren gegangen waren. In der Vorrunde der Gruppe B kam die Mannschaft im ersten Spiel gegen den Außenseiter Trinidad und Tobago über ein 0:0 nicht hinaus, obwohl sie zahlreiche Chancen herausspielte. Das zweite Spiel gegen Paraguay konnte kurz vor Spielende mit 1:0 gewonnen werden. Im dritten und letzten Gruppenspiel gelang gegen England ein 2:2. Mit dem Unentschieden erreichte Schweden als Zweiter der Gruppe B hinter England das Achtelfinale. Das Achtelfinale gegen Gastgeber Deutschland verlor Schweden 0:2. Stars wie Zlatan Ibrahimović, Freddie Ljungberg und Kim Källström konnten keine Akzente setzen. Hinzu kam, dass Schweden aufgrund eines Platzverweises fast eine ganze Stunde in Unterzahl spielen musste und darüber hinaus einen Elfmeter in der zweiten Halbzeit nicht verwandeln konnte. Torhüter Andreas Isaksson verhinderte mit mehreren Paraden eine höhere Niederlage.

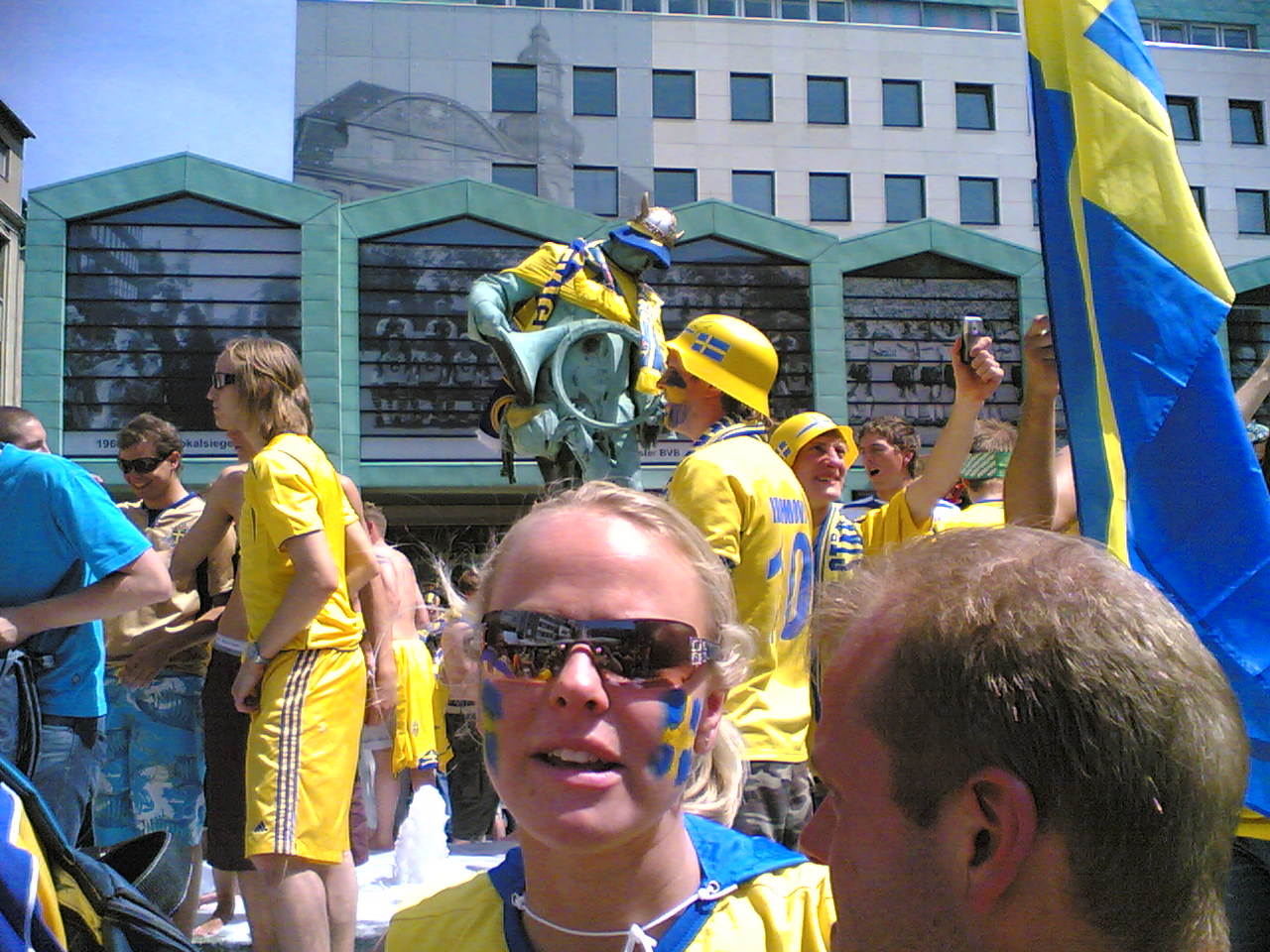
Schwedische Fußballfans während der WM 2006 in Dortmund

Mit der Qualifikation zur Europameisterschaft gelang die fünfte Teilnahme an einem Turnier in Folge. Man schied aber bereits in der Vorrunde des Turniers aus. Auch in der anschließenden Qualifikation zur Weltmeisterschaft 2010 gestalteten sich die Ergebnisse für die schwedische Auswahl durchwachsen. Zwar verlor sie lediglich ihre beiden Spiele gegen Dänemark. Aber nach zwei Unentschieden gegen Portugal und einem Remis gegen Albanien verpasste die Elf als Tabellendritter die Qualifikation für das Turnier. Im Anschluss trat Lars Lagerbäck als Nationaltrainer zurück und wurde durch Erik Hamrén ersetzt.

### 2010 bis zur Gegenwart
In der Qualifikation zur EM-Endrunde 2012 traf Schweden auf Ungarn, San Marino, den amtierenden WM-Finalisten Niederlande, Moldau sowie auf Finnland. Als bester Gruppenzweiter schaffte die Mannschaft die direkte Qualifikation. Bei der EM-Endrunde spielte die Mannschaft in einer Gruppe mit Co-Gastgeber Ukraine, England und Frankreich. Gegen die Ukraine wurde das Spiel nach einer 1:0-Führung mit 1:2 verloren. Gegen England unterlagen die Skandinavier nach einer zwischenzeitlichen 2:1-Führung mit 2:3. Das war gleichbedeutend mit dem Ausscheiden. Schweden gewann das abschließende Spiel gegen die bereits qualifizierten Franzosen mit 2:0.
In der Qualifikation zur WM-Endrunde 2014 traf die Elf auf Kasachstan, Färöer, EM-Halbfinalist Deutschland, Irland und Österreich. Das erste Spiel in Malmö gegen Kasachstan gewannen die Schweden mit 2:0. In Tórshavn gewann Schweden knapp mit 2:1 gegen die Färöer. Denkwürdig sollte allerdings das Spiel gegen Deutschland in Berlin werden. Bis zur 62. Minute lag Schweden mit 0:4 zurück. Die Mannschaft glich jedoch innerhalb von 30 Minuten durch Zlatan Ibrahimović, Mikael Lustig, Johan Elmander und Rasmus Elm (in der Nachspielzeit) aus. Schweden belegte am Ende den zweiten Platz und qualifizierte sich für die Play-offs, wo sie gegen Portugal ausschieden.
In der folgenden Vorausscheidung zur Europameisterschaft 2016 in Frankreich wurde Schweden in eine Gruppe mit Österreich, Russland, Montenegro, Moldau und Liechtenstein gelost. Schweden belegte den dritten Platz und qualifizierte sich für die Play-offs, in denen sie sich gegen Dänemark durchsetzten. Bei der EM-Endrunde spielte Schweden in einer Gruppe mit Irland, Italien und Belgien. Das Auftaktspiel gegen Irland endete mit einer Punkteteilung und die folgenden Partien gegen Italien und Belgien wurden verloren, sodass die schwedische Mannschaft nach der Gruppenphase ausschied.
In der Qualifikation zur Weltmeisterschaft 2018 in Russland spielte die schwedische Mannschaft gegen die Niederlande, Belarus, Vizeeuropameister Frankreich, Bulgarien und Luxemburg. Schweden belegte vor den Niederlanden den zweiten Platz hinter Frankreich und nahm somit an den Play-offs gegen Italien teil. Das Hinspiel in Solna wurde mit 1:0 gewonnen, im Rückspiel in Mailand reichte ein Unentschieden zur Teilnahme an der Endrunde. Dort war man mit Weltmeister Deutschland, welcher die Gruppenphase nicht überstand, Südkorea und Mexiko in einer Gruppe. Die Südamerikaner und Schweden kamen weiter, die Skandinavier scheiterten erst im Viertelfinale am späteren Turniervierten England (0:2).
In Liga B der UEFA Nations League 2018/19 bekamen es die Schweden in Gruppe 2 mit der Türkei und Russland zu tun. Aufgrund des besseren Torverhältnisses setzte man sich als Gruppenerster gegen die Russen durch und stieg zur Saison 2020/21 in die höchste Liga A auf.
Die Qualifikation zur EM 2021 wurde mit 21 Punkten hinter Spanien und noch vor dem ausgeschiedenen Nachbarn Norwegen erfolgreich absolviert. In der Gruppenphase der EM 2021 erspielte Schweden sich ein 0:0 gegen Spanien. Danach gewann Schweden die Spiele gegen die Slowakei (1:0) und gegen Polen (3:2) und qualifizierte sich für das Achtelfinale, das gegen die Ukraine mit 1:2 n. V. verloren ging.
Die schwedische Mannschaft musste bereits nach einer Spielzeit in Liga A der UEFA Nations League 2020/21 als Letzter der Gruppe A3 (mit Frankreich, Portugal und Kroatien) wieder in Liga B absteigen. Bei der  Qualifikation zur WM 2022 scheiterte Schweden in den Playoff-Finals an Polen mit 0:2. Wieder in der Liga B angekommen, trafen die Schweden in der UEFA Nations League 2022/23 auf Slowenien, den Nachbarn Norwegen sowie Serbien und wurden schließlich in die Liga C durchgereicht. In der Qualifikation zur EM 2024 in Deutschland bekam Schweden es schließlich mit Belgien, Aserbaidschan, Österreich sowie Estland zu tun und verpasste als Dritter schließlich die Teilnahme an der Endrunde in der Bundesrepublik. In der Folge trat Nationaltrainer Janne Andersson von seinem Posten zurück.
Der Nachfolger wurde der ehemalige dänische Nationalspieler Jon Dahl Tomasson, womit erstmals in der Verbandsgeschichte der Cheftrainer der schwedischen A-Nationalmannschaft ein Ausländer wurde. Zwar wurde Schweden bei der Heim-WM 1958, als sie das Finale erreichten, vom Engländer George Raynor trainiert, aber damals gab es den Nationaltrainerposten als solches noch nicht.

## Herren

### Teilnahme Schwedens an Weltmeisterschaftsendrunden
Die schwedische Nationalmannschaft nahm erstmals bei der zweiten Weltmeisterschaft, deren Endrunde 1934 in Italien ausgetragen wurde, teil. Insgesamt qualifizierte sie sich elfmal für ein Endrundenturnier und war einmal als Gastgeber automatisch qualifiziert. Als gastgebende Mannschaft erreichte sie bei der Endrunde 1958 als Vizeweltmeister ihr bestes Ergebnis. Zudem stand sie zweimal im Halbfinale, dabei gelang 1994 der dritte Platz.
| Jahr | Gastgeberland  | Teilnahme bis …    | Letzte(r) Gegner                  | Ergebnis        | Trainer                        | Bemerkungen und Besonderheiten                                                                                            |
| ---- | -------------- | ------------------ | --------------------------------- | --------------- | ------------------------------ | --- |
| 1930 | Uruguay        | nicht teilgenommen |                                   |                 |                                | |
| 1934 | Italien        | Viertelfinale      | Deutschland                       | 8.              | József Nagy                    | (Kader) |
| 1938 | Frankreich     | Spiel um Platz 3   | Brasilien                         | Vierter         | József Nagy                    | (Kader) |
| 1950 | Brasilien      | Finalrunde         | Brasilien, Uruguay, Spanien       | Dritter         | George Raynor                  | (Kader) |
| 1954 | Schweiz        | nicht qualifiziert |                                   | -               |                                | In der Qualifikation an Belgien gescheitert                                                                               |
| 1958 | Schweden       | Finale             | Brasilien                         | Vizeweltmeister | George Raynor                  | Einzige Niederlage eines Ausrichters im Finale (Kader)                                                                    |
| 1962 | Chile          | nicht qualifiziert |                                   | -               |                                | In der Qualifikation an der Schweiz gescheitert                                                                           |
| 1966 | England        | nicht qualifiziert |                                   | -               |                                | In der Qualifikation an Deutschland gescheitert                                                                           |
| 1970 | Mexiko         | Vorrunde           | Uruguay, Italien, Israel          | 9.              | Orvar Bergmark                 | (Kader) |
| 1974 | Deutschland    | Zwischenrunde      | Polen, Deutschland, Jugoslawien   | 5.              | Georg Ericson                  | (Kader) |
| 1978 | Argentinien    | Vorrunde           | Brasilien, Spanien, Österreich    | 13.             | Georg Ericson                  | (Kader) |
| 1982 | Spanien        | nicht qualifiziert |                                   | -               |                                | In der Qualifikation an Schottland und Nordirland gescheitert                                                             |
| 1986 | Mexiko         | nicht qualifiziert |                                   | -               |                                | In der Qualifikation an Deutschland und Portugal gescheitert                                                              |
| 1990 | Italien        | Vorrunde           | Brasilien, Costa Rica, Schottland | 21.             | Olle Nordin                    | (Kader) |
| 1994 | USA            | Spiel um Platz 3   | Bulgarien                         | Dritter         | Tommy Svensson                 | (Kader) |
| 1998 | Frankreich     | nicht qualifiziert |                                   |                 |                                | In der Qualifikation an Schottland und Österreich gescheitert                                                             |
| 2002 | Südkorea/Japan | Achtelfinale       | Senegal                           | 13.             | Lars Lagerbäck/Tommy Söderberg | Aus in der Verlängerung durch Golden Goal (Kader)                                                                         |
| 2006 | Deutschland    | Achtelfinale       | Deutschland                       | 14.             | Lars Lagerbäck                 | (Kader) |
| 2010 | Südafrika      | nicht qualifiziert |                                   |                 |                                | In der Qualifikation an Dänemark und Portugal gescheitert                                                                 |
| 2014 | Brasilien      | nicht qualifiziert |                                   |                 |                                | In den Playoff-Spielen der Qualifikation an Portugal gescheitert.                                                         |
| 2018 | Russland       | Viertelfinale      | England                           | 7.              | Janne Andersson                | In den Playoff-Spielen der Qualifikation den viermaligen Weltmeister Italien ausgeschaltet. 0:2-Niederlage gegen England. |
| 2022 | Katar          | nicht qualifiziert |                                   |                 |                                | Im Playoff-Spiel der Qualifikation an Polen gescheitert.                                                                  |

Besonderheiten:
- Die Paarung Schweden – Brasilien ist (neben Deutschland – Argentinien) die häufigste Paarung bei Weltmeisterschaften. Bisher trafen beide Mannschaften siebenmal aufeinander. Dabei gewann Brasilien fünfmal, zwei Spiele endeten 1:1.
- Das 1:7 gegen Brasilien in der Finalrunde 1950 ist die höchste WM-Niederlage Schwedens.
- Schweden ist die einzige Mannschaft, die bei der Heim-WM das Finale erreichte, aber nicht gewinnen konnte.

### Teilnahme Schwedens an Europameisterschaftsendrunden
Schweden nahm bisher siebenmal an der Europameisterschaftsendrunde teil, einmal als automatisch qualifizierter Gastgeber bei acht Teilnehmern, viermal bei 16 und zweimal bei 24 Teilnehmern. Das beste Ergebnis war die Halbfinalteilnahme als gastgebende Mannschaft 1992, im selben Jahr nahm sie erstmals an einer Endrunde teil.
| Jahr | Gastgeberland           | Teilnahme bis …    | Letzte(r) Gegner                | Ergebnis | Bemerkungen und Besonderheiten |
| ---- | ----------------------- | ------------------ | ------------------------------- | -------- | --- |
| 1960 | Frankreich              | nicht teilgenommen |                                 |          | |
| 1964 | Spanien                 | nicht qualifiziert |                                 |          | Im Viertelfinale am Titelverteidiger und späteren Vizeeuropameister UdSSR gescheitert. |
| 1968 | Italien                 | nicht qualifiziert |                                 |          | In der Qualifikation an Bulgarien gescheitert, das aber ebenfalls die Endrunde nicht erreichte. |
| 1972 | Belgien                 | nicht qualifiziert |                                 |          | In der Qualifikation am Titelverteidiger Italien gescheitert, das aber ebenfalls die Endrunde nicht erreichte. |
| 1976 | Jugoslawien             | nicht qualifiziert |                                 |          | In der Qualifikation am späteren Gastgeber und Vierten Jugoslawien gescheitert. |
| 1980 | Italien                 | nicht qualifiziert |                                 |          | In der Qualifikation am Titelverteidiger und späteren Dritten Tschechoslowakei gescheitert. |
| 1984 | Frankreich              | nicht qualifiziert |                                 |          | In der Qualifikation an Rumänien gescheitert. |
| 1988 | BR Deutschland          | nicht qualifiziert |                                 |          | In der Qualifikation an Italien gescheitert. |
| 1992 | Schweden                | Halbfinale         | Deutschland                     | -        | |
| 1996 | England                 | nicht qualifiziert |                                 |          | In der Qualifikation an der Schweiz und der Türkei gescheitert. |
| 2000 | Niederlande und Belgien | Vorrunde           | Belgien, Italien, Türkei        | -        | Nach Niederlagen gegen Co-Gastgeber Belgien im Eröffnungsspiel und Italien sowie einem Remis gegen die Türkei als Gruppenletzter ausgeschieden. |
| 2004 | Portugal                | Viertelfinale      | Niederlande                     | -        | Niederlage im Elfmeterschießen |
| 2008 | Österreich und Schweiz  | Vorrunde           | Griechenland, Russland, Spanien | -        | Nach einem Sieg gegen Titelverteidiger Griechenland, sowie Niederlagen gegen Russland und den späteren Europameister Spanien als Gruppendritter ausgeschieden |
| 2012 | Polen und Ukraine       | Vorrunde           | Ukraine, England, Frankreich    | -        | In der Vorrunde wurden die ersten beiden Spiele gegen Co-Gastgeber Ukraine und England verloren, wodurch das Viertelfinale verpasst wurde. Das Spiel gegen Frankreich war nur noch für Frankreich relevant, der schwedische Sieg aber letztlich nur für die Platzierung Frankreichs entscheidend. |
| 2016 | Frankreich              | Vorrunde           | Irland, Italien, Belgien        | -        | Nach einem Remis und zwei Niederlagen als Gruppenletzter ausgeschieden. |
| 2021 | Europa                  | Achtelfinale       | Ukraine                         | -        | Nach einem Remis gegen Spanien gewann Schweden die Spiele gegen die Slowakei und gegen Polen und qualifizierte sich als Gruppenerster für das Achtelfinale, in dem sie gegen die Ukraine mit 1:2 n. V. verloren und damit das Viertelfinale verpassten.                                           |
| 2024 | Deutschland             | nicht qualifiziert |                                 |          | In der Qualifikation an Belgien und Österreich gescheitert. |

### UEFA Nations League
- 2018/19: Liga B, 1. Platz mit 2 Siegen, 1 Remis und 1 Niederlage, bessere Tordifferenz als die zweitplatzierte russische Mannschaft
- 2020/21: Liga A, 4. Platz mit 1 Sieg und 5 Niederlagen
- 2022/23: Liga B, 4. Platz mit 1 Sieg, 1 Remis und 4 Niederlagen
- 2024/25: Liga C

### Teilnahme an den Olympischen Sommerspielen für A-Nationalmannschaften (6-mal)
| 1908 in London    | Vierter            |
| 1912 in Stockholm | Vorrunde           |
| 1920 in Antwerpen | Viertelfinale      |
| 1924 in Paris     | Dritter            |
| 1928 in Amsterdam | nicht teilgenommen |
| 1936 in Berlin    | Achtelfinale       |
| 1948 in London    | Olympiasieger      |
| 1952 in Helsinki  | Dritter            |

Anmerkung: Die FIFA berücksichtigt im Gegensatz zum SvFF die Spiele von 1952 nicht mehr.

### Titel

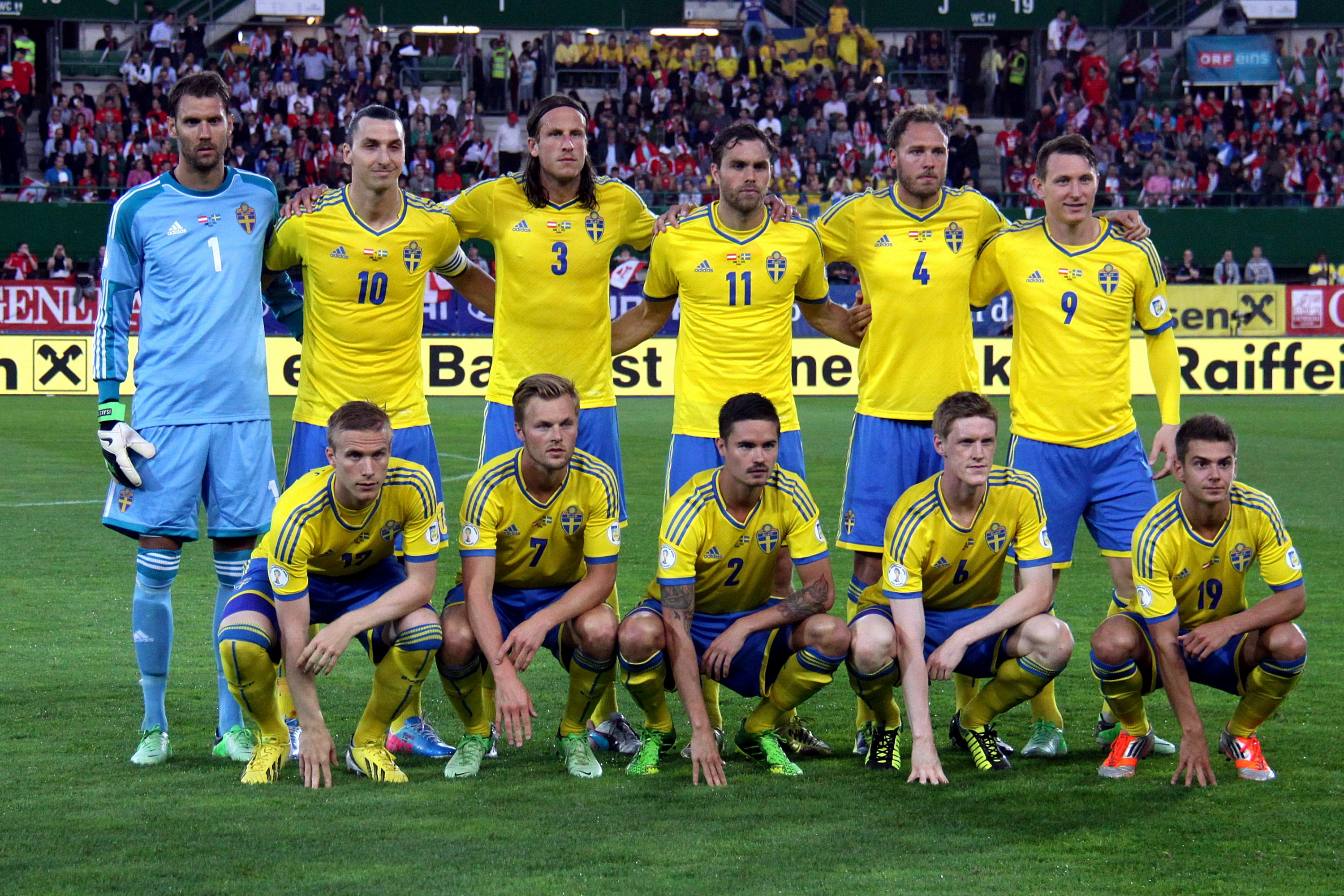
Die schwedische Fußballnationalmannschaft vor dem WM-Qualifikationsspiel am 7. Juni 2013.

- Fußballolympiasieger (1) – 1948

## Aktueller Kader
Folgende Spieler wurden für die Freundschaftsspiele gegen Luxemburg und Nordirland im März 2025 berufen. Am 17. März fielen Viktor Gyökeres, Kristoffer Nordfeldt und Hugo Larsson aus. Für sie rückten Oliver Dovin, Gustaf Nilsson und Benjamin Nygren nach. Am 18. März fiel Hugo Bolin und am 21. März Lucas Bergvall aus, für die Emil Holm und Melker Widell nachrückten.
- Stand der Leistungsdaten: 25. März 2025 (nach dem Spiel gegen Nordirland)

| Name                   | Geburtstag         | Spiele | Tore | Verein                 | Letzter Einsatz |
| Tor                    | Tor                | Tor    | Tor  | Tor                    | Tor             |
| ---------------------- | ------------------ | ------ | ---- | ---------------------- | --------------- |
| Oliver Dovin           | 11. Juli 2002      | 002    | 0    | Coventry City          | 12. Januar 2024 |
| Viktor Johansson       | 14. September 1998 | 008    | 0    | Stoke City             | 25. März 2025   |
| Robin Olsen            | 8. Januar 1990     | 076    | 0    | Aston Villa            | 22. März 2025   |
| Abwehr                 |                    |        |      |                        |                 |
| Samuel Dahl            | 4. März 2003       | 002    | 0    | Benfica Lissabon       | 22. März 2025   |
| Hjalmar Ekdal          | 21. Oktober 1998   | 007    | 0    | FC Groningen           | 5. Juni 2024    |
| Gabriel Gudmundsson    | 29. April 1999     | 014    | 0    | OSC Lille              | 25. März 2025   |
| Isak Hien              | 13. Januar 1999    | 019    | 0    | Atalanta Bergamo       | 25. März 2025   |
| Emil Holm              | 13. Mai 2000       | 012    | 02   | FC Bologna             | 25. März 2025   |
| Gustaf Lagerbielke     | 10. April 2000     | 003    | 01   | FC Twente Enschede     | 25. März 2025   |
| Victor Lindelöf        | 17. Juli 1994      | 071    | 03   | Manchester United      | 25. März 2025   |
| Ken Sema               | 30. September 1993 | 026    | 02   | Paphos FC              | 25. März 2025   |
| Carl Starfelt          | 1. Juni 1995       | 014    | 0    | Celta Vigo             | 22. März 2025   |
| Mittelfeld und Angriff |                    |        |      |                        |                 |
| Yasin Ayari            | 6. Oktober 2003    | 010    | 01   | Brighton & Hove Albion | 25. März 2025   |
| Anthony Elanga         | 27. April 2002     | 021    | 04   | Nottingham Forest      | 25. März 2025   |
| Niclas Eliasson        | 7. Dezember 1995   | 008    | 0    | AEK Athen              | 25. März 2025   |
| Alexander Isak         | 21. September 1999 | 052    | 16   | Newcastle United       | 25. März 2025   |
| Jesper Karlström       | 21. Juni 1995      | 018    | 0    | Udinese Calcio         | 25. März 2025   |
| Sebastian Nanasi       | 16. Mai 2002       | 008    | 03   | Racing Straßburg       | 25. März 2025   |
| Gustaf Nilsson         | 23. Mai 1997       | 008    | 03   | FC Groningen           | 22. März 2025   |
| Benjamin Nygren        | 8. Juli 2001       | 002    | 01   | FC Nordsjælland        | 25. März 2025   |
| Anton Salétros         | 12. April 1996     | 013    | 0    | AIK Solna              | 25. März 2025   |
| Melker Widell          | 19. April 2002     | 001    | 0    | Aalborg BK             | 25. März 2025   |
| Besfort Zeneli         | 21. November 2002  | 002    | 0    | IF Elfsborg            | 25. März 2025   |

## Nationaltrainer
Einen offiziellen Nationaltrainer, auf Schwedisch Förbundskapten, gibt es erst seit 1962. Vorher gab es ein Auswahlkomitee (Uttagningskommittén), das die Nominierung der Spieler festlegte. Während des Spiels war in der Regel jeweils der Vorsitzende des Komitees für die Auswahl zuständig. Deshalb werden diese öfters auch als Nationaltrainer bezeichnet.
Allerdings hatte die Mannschaft mit dem Engländer George Raynor, der die Auswahl in den späten 1940er und den 1950er Jahren betreute und 1958 zur Vizeweltmeisterschaft führte, inoffiziell eine Art hauptamtlichen Nationaltrainer. 1948 wurde Schweden beim Olympiasieg von Rudolf Kock betreut. 1962 wurde Lennart Nyman erster offizieller Nationaltrainer.

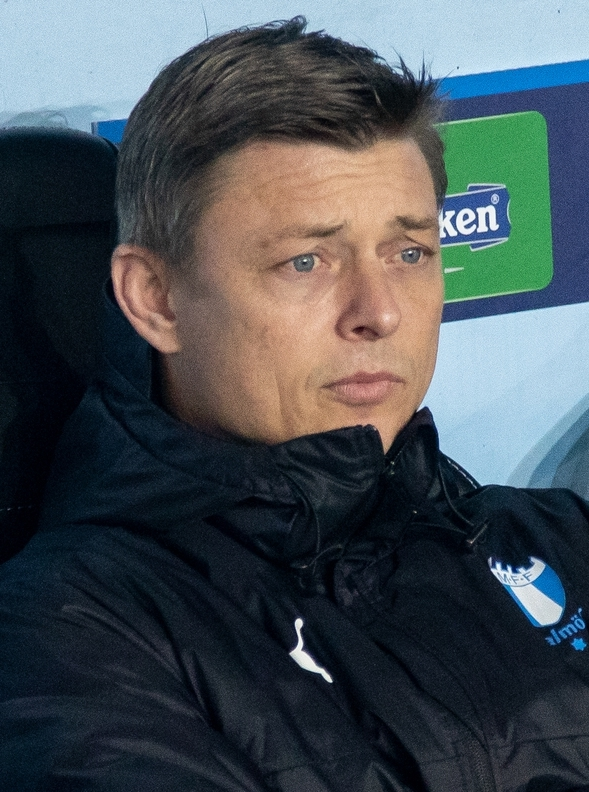
Jon Dahl Tomasson ist seit 2024 Nationaltrainer

| Amtszeiten | Nationaltrainer                    |
| ---------- | ---------------------------------- |
| 1962–1965  | Lennart Nyman                      |
| 1965–1970  | Orvar Bergmark                     |
| 1970–1979  | Georg Ericson                      |
| 1980–1986  | Lars Arnesson                      |
| 1986–1990  | Olle Nordin                        |
| 1990       | Nisse Andersson (kommissarisch)    |
| 1991–1997  | Tommy Svensson                     |
| 1998–2001  | Tommy Söderberg                    |
| 2001–2004  | Tommy Söderberg und Lars Lagerbäck |
| 2004–2009  | Lars Lagerbäck                     |
| 2009–2016  | Erik Hamrén                        |
| 2016–2023  | Janne Andersson                    |
| 2024–      | Jon Dahl Tomasson                  |

## Rekordspieler
Schweden liegt in der Rangliste der Spieler mit mindestens 100 Länderspielen zusammen mit Costa Rica und dem Irak auf dem 13. Platz. Von den zuletzt aktiven Nationalspielern hat nur Zlatan Ibrahimović mehr als 100 Länderspiele bestritten.
Am 6. September 2013 stellte Anders Svensson beim 2:1-Sieg in Irland den Rekord von Thomas Ravelli ein. Am 10. September 2013 erhöhte er ihn beim Spiel gegen Kasachstan auf 144 Spiele und ist seitdem alleiniger Rekordhalter.
| Rang | Name                 | Einsätze | Tore | Position          | Zeitraum  | WM-Spiele | EM-Spiele | Rekordnationalspieler                |
| ---- | -------------------- | -------- | ---- | ----------------- | --------- | --------- | --------- | ------------------------------------ |
| 01.  | Anders Svensson      | 148      | 210  | Mittelfeld        | 1999–2013 | 5         | 9         | seit 6. September 2013               |
| 02.  | Thomas Ravelli       | 143      | 0    | Tor               | 1981–1997 | 10        | 4         | 13. Juli 1994 bis 10. September 2013 |
| 03.  | Andreas Isaksson     | 133      | 0    | Tor               | 2002–2016 | 3         | 13        |                                      |
|      | Sebastian Larsson    | 133      | 100  | Mittelfeld        | 2008–2021 | 4         | 11        |                                      |
| 05.  | Kim Källström        | 131      | 160  | Mittelfeld        | 2001–2016 | 4         | 12        |                                      |
| 06.  | Zlatan Ibrahimović   | 122      | 620  | Angriff           | 2001–2023 | 5         | 13        |                                      |
| 07.  | Olof Mellberg        | 117      | 8    | Abwehr/Mittelfeld | 1997–2011 | 8         | 13        |                                      |
| 08.  | Roland Nilsson       | 116      | 2    | Abwehr            | 1986–2000 | 10        | 5         |                                      |
| 09.  | Björn Nordqvist      | 115      | 0    | Abwehr            | 1963–1978 | 10        | 0         | 22. September 1976 bis 13. Juli 1994 |
| 10.  | Niclas Alexandersson | 109      | 7    | Mittelfeld        | 1993–2008 | 8         | 4         |                                      |

Stand: 25. März 2025

## Rekordtorschützen
Zlatan Ibrahimović löste am 4. September 2014 mit seinem 50. Länderspieltor Sven Rydell als schwedischer Rekordtorschütze ab. Rydell hatte am 12. Juli 1925 beim 6:2 gegen Ungarn mit seinem 22. Länderspieltor zunächst den Rekord von Karl Gustafsson eingestellt und ihn mit seinem 23. Tor als Rekordtorschütze abgelöst. Gustafsson, der beim ersten Länderspiel der schwedischen Auswahl gegen Norwegen auch das erste Tor in der Geschichte der Nationalmannschaft erzielt hatte (siehe oben), war zwischen 1908 und 1918 in 32 Spielen 22-mal für Schweden erfolgreich gewesen. Von den derzeit aktiven Nationalspielern hat Emil Forsberg mit 21 Toren die meisten Länderspieltore erzielt.
| Rang | Name               | Tore | Einsätze | Quote | Zeitraum  | WM/OL-Tore | EM-Tore |
| ---- | ------------------ | ---- | -------- | ----- | --------- | ---------- | ------- |
| 01.  | Zlatan Ibrahimović | 62   | 1220     | 0,51  | 2001–2023 | 0          | 6       |
| 02.  | Sven Rydell †      | 49   | 43       | 1,14  | 1923–1932 | -/6        |         |
| 03.  | Gunnar Nordahl †   | 43   | 33       | 1,30  | 1942–1948 | 7          |         |
| 04.  | Henrik Larsson     | 37   | 1060     | 0,35  | 1993–2009 | 5          | 4       |
| 05.  | Gunnar Gren †      | 33   | 57       | 0,58  | 1940–1958 | 1/3        |         |
| 06.  | Kennet Andersson   | 31   | 83       | 0,37  | 1990–2000 | 5          | 1       |
| 07.  | Marcus Allbäck     | 30   | 74       | 0,41  | 1999–2008 | 1          | 1       |
| 08.  | Martin Dahlin      | 29   | 60       | 0,48  | 1991–1997 | 4          | 0       |
| 09.  | Agne Simonsson †   | 27   | 51       | 0,53  | 1957–1967 | 4          |         |
| 10.  | Tomas Brolin       | 26   | 47       | 0,55  | 1990–1995 | 4          | 3       |

## Weitere bekannte ehemalige Nationalspieler
Im Trikot der schwedischen Nationalmannschaft liefen weitere Spieler auf, die einerseits im Vereinsfußball, aber auch als Leistungsträger im Nationaljersey internationale Bekanntheit erlangten.
| - Björn Andersson - Magnus Arvidsson - Jesper Blomqvist - Ralf Edström | - Albin Ekdal - Jan Eriksson - Ove Grahn - Kurt Hamrin | - Ronnie Hellström - Hasse Jeppson - Herbert Karlsson - Ove Kindvall | - Nils Liedholm - Freddie Ljungberg - Bertil Nordahl - Knut Nordahl | - Roland Sandberg - Lennart Skoglund - Conny Torstensson - Benny Wendt |